# 喬氏短稚鱈
喬氏短稚鱈（学名：Gadella jordani），又名無鬚稚鱈、鱈魚，为輻鰭魚綱鱈形目稚鱈科短稚鱈屬下的一个种，為深海底棲性魚類，深度400-760公尺，分布於西北太平洋日本琉球海溝海域，體長可達28公分，棲息在底層水域，生活習性不明。